# Максвелл Сімкінс
Максвелл Сімкінс (англ. Maxwell Max Simkins; нар. 2006, Філадельфія, США) — американський актор.

## Життєпис
Сімкінс захоплюється акторською майстерністю з шести років. Він мав у фільмі свою першу роль Яка Межує з Коханням, наступні кілька років у фільмах та на телебаченні йшли інші касти. З 2018 по 2019 рік він грав роль Зейна (Zane) в телевізійному серіалі Бізаардварк (Bizaardvark). У 2019 році він заграв роль молодого доктора у фільмі Кім Можливий (Kim Possible) та у міні-серіалі Кім Хашабл. З 2020 року його можна побачити в телевізійному серіалі Пригоди з Блакитним та MJ.

## Фільмографія
| Рік       |   | Українська назва                                 | Оригінальна назва  | Роль |
| --------- | - | ------------------------------------------------ | ------------------ | ---- |
| 2014      | ф | Яка межує з Коханням (І такий це і відбувається) | And So it Goes     |      |
| 2018—2019 | с | Бізаардварк                                      | Bizaardvark        |      |
| 2019      | ф | Кім Всеможу                                      | Kim Possible       |      |
| 2017      | ф | Книга Генрі                                      | The Book of Henry  |      |
| 2019      | ф | Кім Хашабл                                       |                    |      |
| 2015      | ф | Усі кольори життя                                | All Colors of Life |      |
| 2015      | ф | Щороку знову — Різдво з Бондарями                | Love the Coopers   |      |
| 2020      | ф | Пригоди з Блакитним та MJ                        |                    |      |